# Сомов, Юрий Семёнович
Ю́рий Семёнович Со́мов (род. 1935, Москва) — фотограф, фотожурналист, Заслуженный работник культуры РСФСР (1991).

## Начало биографии
Юрий Сомов родился в Москве. С шестого класса увлёкся фотографией, начав снимать окружающую действительность. Результаты помещал в школьной стенгазете. Далее армия, Капустин Яр и опять фотограф, теперь уже армейский.
После армии поступил на работу в фотоателье Бориса Сахарова, располагавшееся рядом с концертным залом имени П. И. Чайковского и, как следствие, первый опыт портретной съёмки знаменитостей. Ещё через год, пройдя творческий конкурс по фотоработам, принимается сначала на стажировку, а потом и на полную ставку в «Совинформбюро». Там перенимает мастерство старших товарищей, например, известного фотографа Георгия Петрусова.

## Профессиональная деятельность
В «Советском информбюро», переименованном в дальнейшем в АПН, а затем в РИА Новости, Юрий Сомов работал в 1960—1990 гг. в качестве фотокорреспондента. Он выполнял различные редакционные задания на съёмки руководителей государства, известных деятелей науки, культуры и искусства, космонавтики. За годы работы в РИА «Новости», Юрий Семёнович побывал по службе более чем в ста странах, во многих из них неоднократно. Также много поездил по Советскому Союзу. Последние десять лет своей творческой деятельности он, сначала создав с нуля, руководил фотослужбой «Лукойл-Информ».

### Основные темы творчества
В своём творчестве Юрий Сомов особое внимание уделял нескольким основным темам. К ним относятся:
- Космонавтика. Эксклюзивные снимки первых советских космонавтов Юрия Гагарина, Германа Титова, Алексея Леонова, Павла Беляева, Павла Поповича, Валентины Терешковой, Андрияна Николаева, Георгия Берегового. Фоторепортажи о подготовке совместного советско-американского космического проекта «Союз-Аполлон» в 1973 году и приезде в СССР американского астронавта Фрэнка Бормана в 1969 году.
- Спорт. Снимки в таких видах спорта, как футбол, хоккей, шахматы, фигурное катание, легкая атлетика. Фоторепортажи с зимних Олимпийских игр в Инсбруке (1964,1976 гг), Гренобле (1968г), летних Олимпийских игр в Мюнхене (1972г) и чемпионатов мира по различным видам спорта. Юрием Сомовым сделаны снимки многих известных спортсменов, среди которых: фигуристы Ирина Роднина и Александр Зайцев; хоккеисты Валерий Харламов и Владислав Третьяк; хоккейные тренеры В.Бобров, А.Тарасов, А.Чернышев, Б.Кулагин, Н.Эпштейн; футболисты Лев Яшин, Эдуард Стрельцов, Валентин Иванов, Диего Марадона, великий Пеле; шахматисты Михаил Ботвинник, Василий Смыслов, Анатолий Карпов и многих других выдающихся спортсменов.
- Политика. Много лет Юрий Сомов входил в журналистский кремлёвский пул своего времени. Его камера запечатлела Н.Хрущёва, Л.Брежнева, Н.Подгорного; Ю.Андропова, К.Черненко, М.Горбачёва, Б.Ельцина, американских президентов Р.Рейгана, Дж. Буша (старшего), Д.Картера, Д.Форда, канцлера ФРГ Г.Коля, кубинского лидера Фиделя Кастро и другие редкие кадры официальных визитов первых лиц СССР и России за рубеж.
- Эстрада. Снимки А.Пахмутовой, В.Толкуновой, И.Кобзона, В.Леонтьева, Л.Лещенко, А.Пугачевой, И.Понаровской, И.Николаева, И.Аллегровой, Ф.Киркорова, С.Ротару, Алсу.
- Цирк. Снимки династии Запашных — Вальтера и Татьяны, Мстислава и Долорес, Аскольда и Эдгара; Игоря Кио, Юрия Куклачева, Юрия Никулина, Олега Попова и др.
- Театр. Снимки Г.Улановой, И.Архиповой, И.Козловского, О.Лепешинской, Т.Синявской, З.Соткилава, А.Вертинской, А.Калягина, И.Мирошниченко, В.Невинного, М.Плисецкой, Ф.Раневской, И.Смоктуновского, В.Федосеева и др.
- ЛУКойл. Снимки президента Вагита Алекперова, фоторепортажи деловых поездок президента, снимки трудовой, спортивной и культурной жизни компании.
- Природа и путешествия

## Участие в публикациях и выставках
Юрий Сомов участвовал в проектах создания книг о Москве и Шанхае. Также он — автор книги «В объективе — жизнь» (2005), в которой представлены лучшие из его фоторабот. Персональные выставки проходили во многих странах мира и, в частности, в Японии, ФРГ, Югославии, Гвинее, Замбии
.

## Награды и премии
- Орден Дружбы народов.
- Медаль ордена «За заслуги перед Отечеством» II степени (20 июля 1996 года) — за заслуги перед государством и многолетнюю плодотворную работу[8].
- Медаль «Ветеран труда».
- Заслуженный работник культуры РСФСР (8 октября 1991 года) — за заслуги в области советской культуры и многолетнюю плодотворную работу[9].
- Награждён другими государственными наградами.
- Лауреат многих всесоюзных, российских и международных фотоконкурсов, в том числе World Press Photo[10]. Он стал обладателем золотых медалей в Китае, Швеции, Болгарии, Финляндии[11].